# Cokeria di Avdiïvka
La cokeria di Avdiïvka era una delle più grandi fabbriche chimiche in Europa per la produzione del coke d'altoforno, situata nella città di Avdiïvka nella regione del Donbass, in Ucraina. La denominazione ufficiale era Avdiïvs'kyj koksochimičnyj zavod ("Fabbrica chimica e del coke di Avdiïvka", in ucraino Авдіївський коксохімічний завод?, in sigla AKHZ).
Costruita in Unione Sovietica nel 1963 nel quadro dei programmi di industrializzazione della Repubblica Socialista Sovietica Ucraina, produceva principalmente grandi quantità di coke d'altoforno, impiegato soprattutto nelle vicine fabbriche giganti metallurgiche del Donbass.
Dopo lo scioglimento dell'Unione Sovietica, la cokeria di Avdiïvka ha continuato a svilupparsi nella nuova Ucraina indipendente, entrando a far parte del grande conglomerato multinazionale Metinvest. La cokeria di Avdiïvka produceva trentuno diversi tipi di prodotti chimici e forniva il 23% dell'intero coke ucraino. Nonostante l'inizio della guerra del Donbass, che coinvolse pesantemente Avdiïvka che venne attaccata e bombardata dalle due parti in lotta, la cokeria ha prodotto ancora nel 2020 2,9 milioni di tonnellate di coke per la metallurgia e ha dato impiego a quasi 4.000 dipendenti.
Nel corso della violentissima e prolungata battaglia di Avdiïvka del 2023-2024, durante l'invasione russa dell'Ucraina, la cokeria è stata definitivamente disattivata ed evacuata; pesantemente danneggiata nei combattimenti, è stata occupata dalle forze russe e filorusse al termine della battaglia, il 17 febbraio 2024.

## Storia

### Attivazione e sviluppo dell'impianto
Nel quadro dei piani di industrializzazione attivati della dirigenza dell'Unione Sovietica che prevedevano un ulteriore potenziamento dell'industria pesante, nell'aprile 1960 il consiglio dei ministri della Repubblica Socialista Sovietica Ucraina prese la decisione di iniziare la costruzione di un grande impianto chimico per la produzione di coke d'altoforno; il gigantesco stabilimento sarebbe stato creato nella città di Avdiïvka, alla periferia settentrionale di Donec'k, e avrebbe dovuto produrre, utilizzando le forniture di carbone delle miniere del Donbass, grande quantità di coke per soddisfare le esigenze produttive del Kombinat metallurgico di Mariupol "Ìllìč" e altri impianti industriali ucraini.

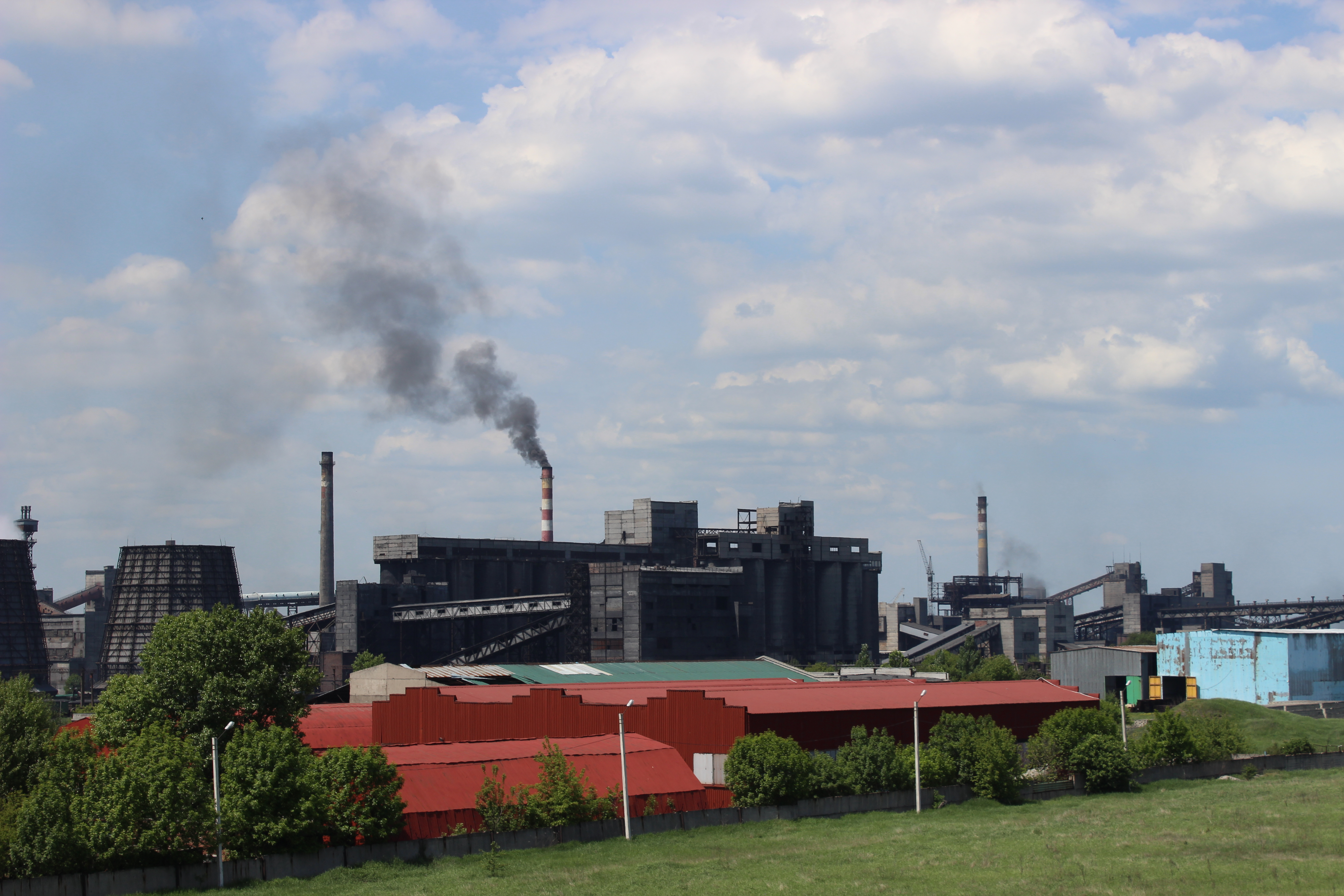
Veduta di una parte degli edifici della cokeria.

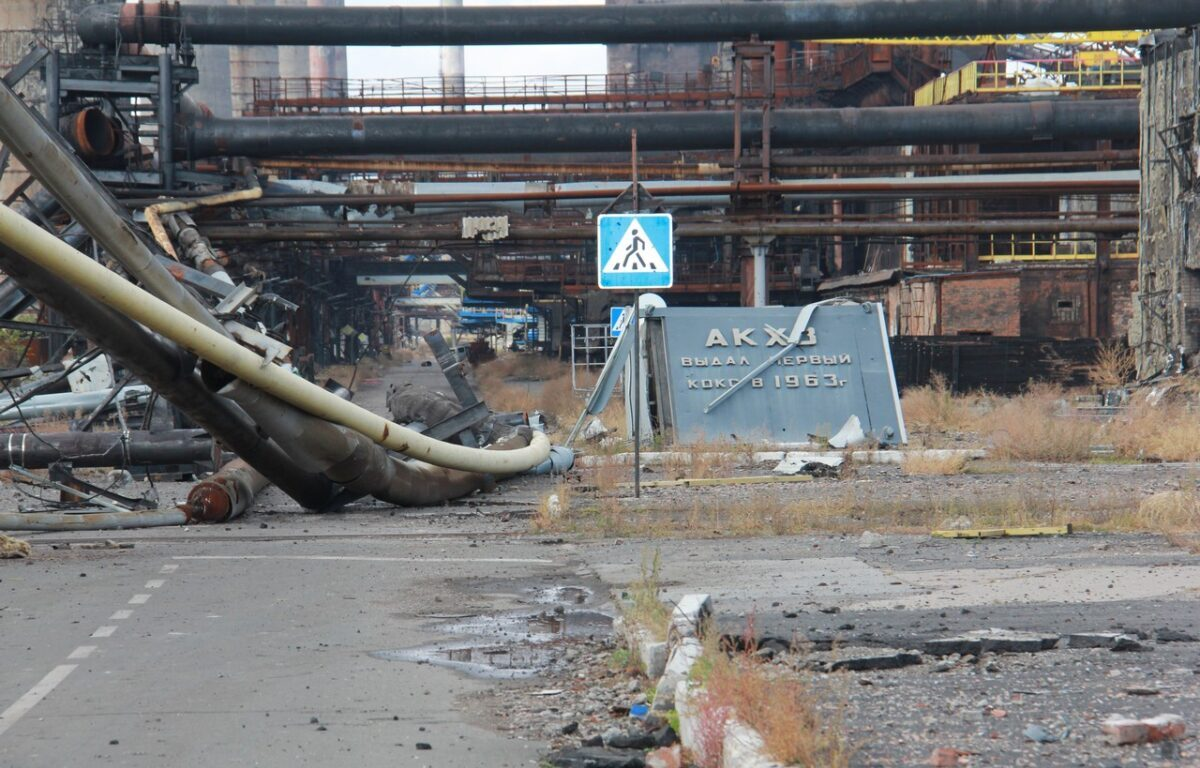
L'interno della fabbrica dopo un bombardamento russo durante la battaglia di Avdiivka.

L'attività industriale della nuova fabbrica ebbe inizio il 30 novembre 1963 con entrata in funzione del primo forno da coke, a cui seguirono il forno n. 2 nel 1973, il n. 3 nel 1976 e il n. 4 nel 1980; nel 1988 lo stabilimento era in piena funzione ed era uno dei maggiori produttori di coke in Europa con nove forni funzionanti e una produzione fino a quel momento di 100 milioni di tonnellate di materiale.
Dopo la dissoluzione dell'Unione Sovietica, la nuova Ucraina indipendente prese possesso della cokeria di Avdiïvka, che nel 1993 venne privatizzata e divenne proprietà della Metinvest, il conglomerato industriale guidato dall'oligarca ucraino Rinat Achmetov.
Nel nuovo stato ucraino l'impianto di Avdiïvka ha continuato a svilupparsi con una produzione fino a 12.000 tonnellate di coke al giorno, diventando il quinto produttore in Europa e il primo in Ucraina. AHKZ ha prodotto in 40 anni di attività circa 200 milioni di tonnellate di coke, 12 milioni di tonnellate di catrame di carbone, 3,7 milioni di tonnellate di naftalene, 2,1 milioni di tonnellate di benzene e 2,5 milioni di tonnellate di solfato di ammonio. L'impianto produceva oltre 30 tipologie di materiali, principalmente il coke d'altoforno utilizzato nella metallurgia ferrosa e non ferrosa e come materia prima energetica in quasi tutti i settori dell'economia. In particolare la cokeria inviava il suo coke ad altre aziende del gruppo Metinvest, come Azovstal', l'acciaieria di Jenakijeve e il Kombinat metallurgico "Ìllìč" di Mariupol'; inoltre era fornitrice anche del grande complesso siderurgico ArcelorMittal di Kryvyj Rih.

### Guerra nel Donbass
L'inizio della guerra del Donbass nella primavera 2014 ha coinvolto anche la città di Avdiïvka, che in aprile venne occupata dalle milizie separatiste filorusse; l'esercito ucraino liberò la città nel luglio 2014 ma nei duri combattimenti la cokeria venne seriamente danneggiata da colpi di artiglieria e bombardamenti; dopo la riconquista governativa la fabbrica riprese la produzione ma inizialmente solo con un terzo delle sue capacità. Nel gennaio 2017 ebbe inizio una nuova battaglia di Avdiïvka con pesanti bombardamenti delle milizie separatiste che causarono gravi danni ai generatori delle fabbrica e misero fuori uso la produzione del gas.

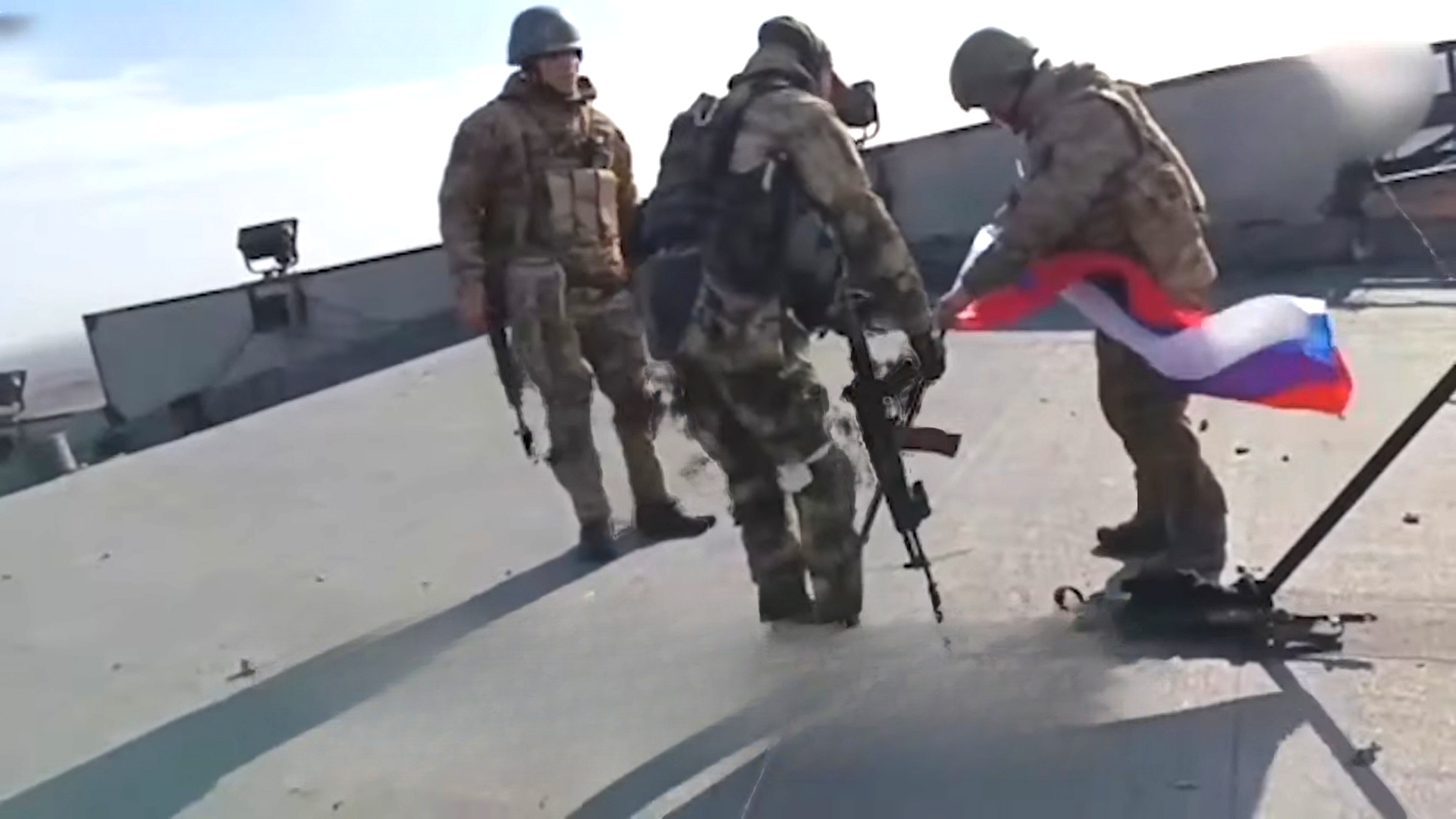
Soldati russi della 114ª Brigata fucilieri motorizzata sul tetto della Cokeria il 17 febbraio 2024, al termine della battaglia di Avdiïvka.

Negli anni successivi, nonostante la perenne tensione sulla linea del fronte vicino alla città e sporadici combattimenti, la cokeria di Avdiïvka riprese la produzione con otto dei nove forni disponibili, mentre la dirigenza aziendale promosse un importante programma di investimenti per migliorare le attrezzature e i macchinari, ridurre il consumo energetico, ottimizzare gli scambi di calore ed eliminare le sostanze tossiche. I programmi del governo ucraino ritenevano essenziale mantenere l'attività della cokeria per la produzione dell'acciaio.
L'inizio della guerra su larga scala tra Russia e Ucraina nel febbraio 2022 ha cambiato completamente la situazione; Avdiïvka è tornata in prima linea sul fronte e combattimenti e bombardamenti sono costantemente cresciuti di intensità; di conseguenza la città è stata quasi completamente evacuata, la cokeria è stata spenta e l'attività industriale è cessata del tutto.
Nel febbraio 2024 la battaglia di Avdiïvka ha raggiunto il momento culminante, le forze russe e filorusse hanno preso il sopravvento dopo aspri e prolungati combattimenti e l'alto comando ucraino il 17 febbraio 2024 ha ordinato la ritirata generale dalla regione fortificata. Anche la cokeria, inizialmente presidiata da reparti dalla 3ª Brigata d'assalto "Azov" ucraina, è stata abbandonata senza combattere ed è stata rapidamente occupata dai miliziani filorussi della 114ª Brigata fucilieri motorizzata delle guardie che hanno innalzato la bandiera russa sul tetto dell'edificio principale della fabbrica.